# Калюхи
Калюхи́ (бел. Калюхі) — деревня в Кобринском районе Брестской области Белоруссии. Входит в состав Киселевецкого сельсовета.
По данным на 1 января 2016 года население составило 18 человек в 12 домохозяйствах.

## География
Деревня расположена в 14 км к юго-востоку от города и станции Кобрин и в 59 км к востоку от Бреста.
На 2012 год площадь населённого пункта составила 0,25 км² (25 га).

## История
Населённый пункт известен с 1787 года как имение. В разное время население составляло:
- 1999 год: 20 хозяйств, 47 человек;
- 2005 год: 17 хозяйств, 37 человек;
- 2009 год: 27 человек;
- 2016 год[2]: 12 хозяйств, 18 человек;
- 2019 год[1]: 10 человек.